# Содеґаура

35°25′48″ пн. ш. 139°57′17″ сх. д. / 35.43000° пн. ш. 139.95472° сх. д.
Содеґау́ра (яп. 袖ケ浦市, そでがうらし, МФА: [sodega.uɾa ɕi̥]) — місто в Японії, в префектурі Тіба.

## Короткі відомості
Розташоване в західній частині префектури, на березі Токійської затоки. Виникло на основі декількох сільських поселень раннього нового часу. Складова Токійсько-Тібського промислового району. Основою економіки є хімічна і нафтопереробна промисловість. Станом на 1 жовтня 2008 площа міста становила 94,92 км². Станом на 1 січня 2009 населення міста становило 59 640 осіб.